# Eutrópio (questor)
Eutrópio (em latim: Eutropius) foi um oficial bizantino de meados ou fins do século V, ativo durante o reinado dos imperadores Zenão e Anastácio I. Era eunuco e serviu como protoespatário e questor do palácio sagrado. A ele foi erroneamente atribuída a fundação de um porto na Calcedônia, que foi então chamado Porto de Eutrópio, bem como um mosteiro na mesma cidade.